# 中村明彦 (政治家)
中村 明彦（なかむら あきひこ、1946年（昭和21年）7月27日 - ）は、日本の政治家。民主党所属の元東京都議会議員（3期）。東京都議会議長（第44代）。元台東区議会議員（2期）。

## 経歴
東京学芸大学附属追分小学校・東京学芸大学附属竹早中学校・京華中学高等学校卒業。日本大学法学部政治経済学科卒業。
1991年に台東区議会議員選挙に出馬し当選、1999年まで2期を務める。その間、台東区議会文教保健委員会副委員長・台東区議会災害対策特別委員会委員長・台東区議会副議長などを歴任。
2001年の東京都議会議員選挙に民主党公認で出馬し当選。2003年に都議会民主党総務会長、2005年に都議会民主党幹事長に就任。2011年12月には東京都議会議長に就任。2013年7月22日、政界を引退する。